# Feeney Ridge
Feeney Ridge är en bergstopp i Antarktis. Den ligger i Östantarktis. Australien gör anspråk på området. Toppen på Feeney Ridge är 818 meter över havet, eller 18 meter över den omgivande terrängen. Bredden vid basen är 5,6 km.
Terrängen runt Feeney Ridge är kuperad.  Trakten är obefolkad. Det finns inga samhällen i närheten. 